# Suur Munamägi
Suur Munamägi (lotyšsky Munameģis, litevsky Sūr Munamiagis, rusky Суур Мунамяги; estonské jméno znamená „Velká vejcová hora“, jména v ostatních jazycích jsou odvozena z estonštiny) je nejvyšší horou Estonska a také všech pobaltských států. Nadmořská výška jejího vrcholu je 317,4 metrů. Leží v Haanijské vysočině poblíž vesnice Haanja ve střední části estonského kraje Võrumaa, nedaleko lotyšských a ruských hranic. Okolní krajina je mírně kopcovitá a zalesněná. Na nejvyšším místě je vyhlídková věž vysoká 29 metru. Z nadmořské výšky 347 metrů je při dobré viditelnosti výhled do vzdálenosti 50 km. Blízko vrcholu je pramen, z něhož vytékající voda vytváří v okolí malá jezera a rybníky.
Zeměpisné souřadnice hory Suur Munamägi jsou 57° 42' 52" severní šířky a 27° 3' 33" východní délky.

## Rozhledna na vrcholu

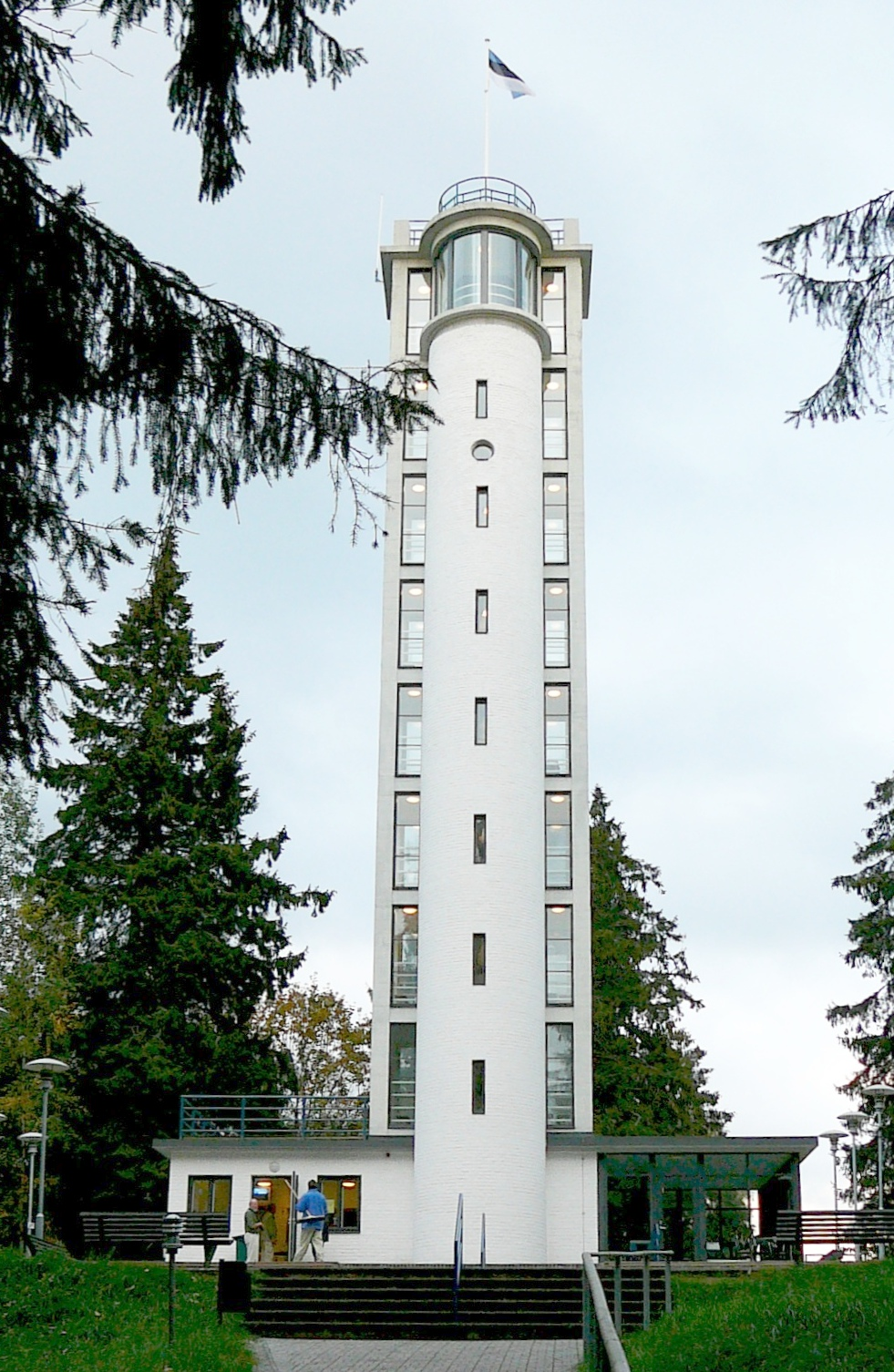
Vyhlídková věž na vrcholu hory

### Historie
Vyhlídková věž, zprvu jen o výšce necelých 5 metrů, se začala stavět v roce 1816 pod vedením Friedricha Georga Wilhelma von Struve. V roce 1870 se začalo se stavbou nové věže, která měřila 8 metrů, ale výhled z ní byl omezen okolními stromy a plošina věže byla příliš malá pro velký turistický zájem. Proto byla již téhož roku postavena nová věž, která měřila 12 metrů a byla tak vyšší než stromy.
Roku 1925 byla místo starší věže postavena nová, 17 metrů vysoká; její dřevěná konstrukce však začala hnít, a tak bylo v rozhodnuto o stavbě nové železobetonové věže. Ta byla vystavěna roku 1939 a její výška byla 25,7 metrů. V roce 1955 se věž dočkala generální opravy, v roce 1969 pak přístavby dalšího patra na výšku 29,1 metrů a přestavby schodiště.
V letech 2004 a 2005 byla vybudována nová kavárna, zpevněny cesty z Haanji na vrchol a provedena rekonstrukce věže, v jejímž rámci byl postaven i výtah. Výdaje na rekonstrukci byly cca 10 miliónů estonských korun (cca 18,5 miliónu českých korun). Dne 24. července 2005 byla věž znovuotevřena pro veřejnost.

### Návštěva rozhledny
Suur Munamägi a rozhledna na ní jsou navštěvovány jednak pro samotný fakt, že se jedná o nejvyšší horu Estonska a pobaltských států, jednak pro výborný výhled do okolní krajiny. Z rozhledny je krásný pohled na vesnici Haanja, většinou je dobře vidět město Võru, při velmi dobré viditelnosti i Pskov.
Věž je přístupná po schodech nebo výtahem. Vstup pro dospělé po schodech je 2,5 eura, výtahem 4 eura. Pro obyvatele obce Haanja, předškolní děti a těžce postižené je vstup zdarma, pro žáky a studenty 1,5 eura za podmínky, že vyjdou po schodech, pro seniory rovněž 1,5 eura. Za 1 euro je možno si půjčit dalekohled. Otevírací doba věže je přizpůsobena světelným podmínkám a měnící se návštěvnosti v průběhu roku:
- 1. 11. až 19. 4. So–Ne 12.00–15.00
- 20. 4. až 31. 8. Po–Ne 10.00–20.00
- 1. 9. až 30. 9. Po–Ne 10.00–17.00
- 1. 10. až 31. 10. So–Ne 10.00–17.00

## Příjezdová cesta
Přístup k hoře je možný z vesnice Haanja (18 km jižně od Võru), kde začíná turistická stezka na vrchol (asi 15 minut chůze po mírném zalesněném svahu). Příjezdová silnice do Haanji vede pro většinu estonských destinací přes Võru (z Tallinnu po silnici A202), kde je nutno odbočit na jih směrem na Haanju a Misso. Při příjezdu z Lotyšska po rižsko-pskovské silnici se před Misso odbočuje na sever směrem na Võru, vesnice Haanja leží asi na půli cesty od odbočky do města.
Celková příjezdová vzdálenost z Tallinnu je 270 km, z Rigy 250 km, z Prahy 1 500 km.

## Zajímavost
Ve věži se dá koupit poštovní známka. Na známce je vyobrazena věž a okolní krajina.